# GetRight
GetRight è un gestore di download sviluppato dalla Headlight Software e rilasciato con licenza shareware. La sua prima versione (1.0) fu pubblicata nel febbraio 1997.
Le sue caratteristiche includono: sospensione e riavvio dei download, download da server multipli per ridurre il tempo di scaricamento (attraverso il download segmentato), schedulazione dell'avvio e dello stop dei download e spegnimento automatico del computer e/o del modem al termine dei download. Il programma è supportato dai principali browser, come Internet Explorer, Mozilla Firefox, Opera e Netscape.
L'ultima versione di GetRight presenta nuove funzionalità, tra cui il supporto per BitTorrent, Metalink e PodCast, assieme all'algoritmo di verifica MD5 e la checksum SHA-1; quest'ultima consente agli utenti di controllare che il file da loro scaricato sia una copia esatta del file originale caricato sul server e che non si siano verificati errori durante il trasferimento.